# 陶弘景

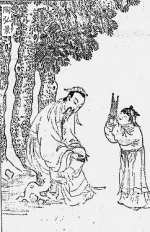
陶弘景

陶 弘景（とう こうけい、孝建3年4月30日（456年6月18日）- 大同2年3月12日（536年4月18日））は、中国六朝時代の医学者・科学者であり、道教の茅山派の開祖。字は通明。隠居後は名を捨て華陽隠居と名乗り、晩年には華陽真逸と称した。
眉目秀麗にして博学多才で詩や琴棋書画を嗜み、医薬・卜占・暦算・経学・地理学・博物学・文芸に精通した。山林に隠棲しフィールドワークを中心に本草学を研究し今日の漢方医学の骨子を築いた。また、書の名手としても知られ、後世の書家に影響を与えた。

## 生涯
丹陽郡秣陵県（現在の江蘇省南京市江寧区）の人で、南朝の士大夫の出身。祖父の陶隆は王府参軍、父の陶貞宝は孝昌県令を務めた。幼少より極めて聡明でたちまち書法を得、万巻の書を読破した。10歳のときに葛洪の『神仙伝』に感化され道教に傾倒し、15歳にして『尋山志』を著したという。20歳の頃、南斉の高帝に招聘され左衛殿中将軍を任じられると諸王の侍講（教育係）となり武帝のときまで仕えた。30歳の頃、陸修静の弟子である孫游岳に師事して道術を学び、36歳にて職を辞し永明10年（492年）、茅山（南京付近の山・当時は句曲山といった）に弟子ととも隠遁した。『南史』には陶弘景が致仕したとき皇帝の肝いりで盛大な送別会が催されたことが伝えられている。
永元元年（499年）に三層の楼閣を建て、弟子の指導をするほか、天文・暦算・医薬・地理・博物など多様な研究に打ち込んだ。また仏教に深く傾倒している。王朝が交替すると梁の武帝は陶弘景の才知を頼り、元号の選定をはじめ吉凶や軍事などの重大な国政に彼の意見を取り入れた。このため武帝と頻繁に書簡を交わしたので「山中宰相」と人々に呼ばれるようになる。年を負う毎に名声が高まり王侯・貴族らの多くの名士が門弟となった。『文選』の編者として知られる昭明太子も教えを受けたひとりである。
多岐にわたる著述を著しその数44冊に上った。
享年81（『南史』では享年85）。諡は貞白先生。

## 業績

### 医薬
陶弘景は前漢の頃に著された中国最古のバイブル的な薬学書『神農本草経』を整理し、永元2年（500年）頃に『本草経集注』を著した。この中で薬物の数を730種類と従来の2倍とした。また薬物の性質などをもとに新たな分類法を考案した。漢方医学における薬学の祖とも呼ばれ、いまなおこの分類法は使われている。唐代に蘇敬らが勅命により『新修本草』を刊行したが、『本草経集注』の内容を網羅的に継承し増補した内容であった。

### 道教
道教の一派である上清派を継承し茅山派を開いた。著書『真誥』は上清派の歴史や教義を記述した重要な文献となっている。仙道の聖地である茅山に入り、弟子とともに道館「華陽館」を建て多くの門弟を育て優れた道士を輩出した。

### 書

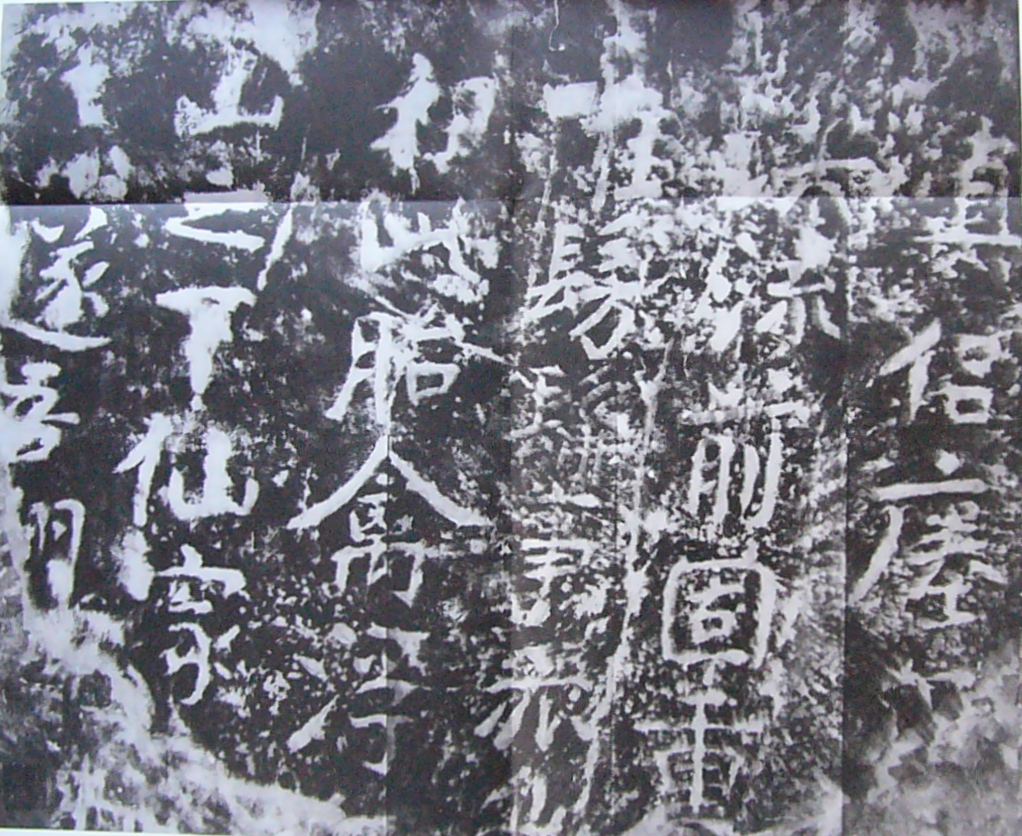
瘞鶴銘拓本

王羲之や鍾繇に師法し淡雅な書風だった。陶弘景が書したとされる「瘞鶴銘」の碑文は後世に評価が高くその革新的な書法に啓発された書家は数多い。とりわけ北宋の黄庭堅は大きな影響を受け、独特のリズムを持つ革新的な書法を完成させた。また梁武帝と書簡の中で書論を交わしているが、この書論は唐代になって張彦遠の『法書要録』に収められ王羲之の書を最高位とする後世の評価を決定づけることになった。

## 主な著作
- 『真誥』
- 『登真隠訣』
- 『真霊位業図』
- 『養生延命録』
- 『本草経集注』
- 『補闕肘後百一方』
- 『華陽陶隠居集』

## 伝記資料
- 『梁書』巻51（列伝第45）